# Rhododendron urophyllum
Rhododendron urophyllum är en ljungväxtart som beskrevs av Wen Pei Fang. Rhododendron urophyllum ingår i släktet rododendron, och familjen ljungväxter. Inga underarter finns listade i Catalogue of Life.